# Riego de Lomba
Riego de Sanabria (en senabrés Riegu) es una localidad española del municipio de Cobreros, en la provincia de Zamora y la comunidad autónoma de Castilla y León.

## Ubicación
Se encuentra ubicado en la comarca de Sanabria, al noroeste de la provincia, a 5 kilómetros de Puebla de Sanabria y a una altitud de 900 metros. Pertenece al municipio de Cobreros, junto con las localidades de: Avedillo de Sanabria, Barrio de Lomba, Castro de Sanabria, Cobreros, Limianos de Sanabria, Quintana de Sanabria, San Martín del Terroso, San Miguel de Lomba, San Román de Sanabria, Santa Colomba de Sanabria, Sotillo de Sanabria y Terroso.
Riego se encuentra situado en pleno parque natural del Lago de Sanabria, el mayor lago de origen glaciar de España, además de un espacio natural protegido de gran atractivo turístico.

## Historia
Durante la Edad Media Riego de Lomba quedó integrado en el Reino de León, cuyos monarcas habrían acometido la repoblación de la localidad dentro del proceso repoblador llevado a cabo en Sanabria. Tras la independencia de Portugal del reino leonés en 1143 la localidad habría sufrido por su situación geográfica los conflictos entre los reinos leonés y portugués por el control de la frontera, quedando estabilizada la situación a inicios del siglo XIII.
Posteriormente, en la Edad Moderna, Riego fue una de las localidades que se integraron en la provincia de las Tierras del Conde de Benavente y dentro de esta en la receptoría de Sanabria. No obstante, al reestructurarse las provincias y crearse las actuales en 1833, la localidad pasó a formar parte de la provincia de Zamora, dentro de la Región Leonesa, quedando integrado en 1834 en el partido judicial de Puebla de Sanabria.
Finalmente, en torno a 1850, el antiguo municipio de Riego de Lomba se integró en el de Cobreros.

## Patrimonio
Su ermita en el centro del casco urbano es característica del estilo sanabrés con un porche de pizarra. En su interior destaca un sencillo artesonado octogonal y se puede admirar un Crucificado gótico entronizado en un colorista retablo rococó. En su término municipal se ubica la iglesia de Santa Eulalia sobre una colina de espesa vegetación no lejos de la población de San Miguel de Lomba. La iglesia de forma circular fue construida en el siglo XVIII. Destaca el camposanto que rodea a la misma.